# Mariano Cirigliano
Mariano Cirigliano (Buenos Aires, 16 de agosto de 1985) es un director, guionista y productor de cine argentino.

## Biografía
Su primera película fue Días contados, estrenada en 2017. Varios medios locales hablaron de un suceso paranormal, acontecido junto al actor Matías Alé, durante el rodaje de la película Días contados . Fue declarado de interés municipal en el partido de Lanús. Varios artistas reconocidos de la farándula argentina fueron parte de este film e, entre ellos Gastón Pauls, Georgina Barbarossa, Carolina Papaleo, Nancy Anka, Alejandra Maglietti, Beto César, Fabián Gianola, Sabrina Ravelli y Matías Alé.
Su segunda película fue Pánico volumen 1, estrenada en 2020. Su sinopsis es la vida de un chico que, por diferentes situaciones  que van transcurriendo, empieza a tener ataques de pánico. Es protagonizada por Enzo Dupré, María Eugenia Altobelli, Carolina Rotolo, Agustín Lasso y Luli Jota, entre otros.

## Filmografía
| Año  | Película                                              |
| ---- | ----------------------------------------------------- |
| 2016 | La puerta del tiempo (cortometraje)                   |
| 2016 | El silencio de tus labios (cortometraje)              |
| 2016 | Entre sos amores (cortometraje)                       |
| 2016 | Conexión (cortometraje)                               |
| 2016 | Secuaces (cortometraje)                               |
| 2016 | El túnel de da muerte (cortometraje)                  |
| 2016 | Rem ¡Hay alguien más! (cortometraje)                  |
| 2016 | El tiempo señalado (cortometraje)                     |
| 2017 | Demencia mortal (cortometraje)                        |
| 2017 | Días contados                                         |
| 2017 | El Director (cortometraje)                            |
| 2018 | Pedostalker (cortometraje)                            |
| 2018 | Redención (cortometraje)                              |
| 2018 | Pasión prohibida (cortometraje)                       |
| 2018 | Vida eterna (cortometraje)                            |
| 2019 | Entre dos amores - Segundo corto (cortometraje)       |
| 2019 | Espectador (cortometraje)                             |
| 2019 | Demencia mortal 2 (cortometraje)                      |
| 2019 | Doble mundo (cortometraje)                            |
| 2019 | Entre dos amores - Tercer corto (cortometraje)        |
| 2019 | Simbiosis (cortometraje)                              |
| 2019 | Entre dos amores - Especial de Navidad (cortometraje) |
| 2020 | Entre dos amores - Quinto corto (cortometraje)        |
| 2020 | Entre dos amores - Sexto corto (cortometraje)         |
| 2020 | La red - Primera parte (cortometraje)                 |
| 2020 | La red - Segunda parte (cortometraje)                 |
| 2020 | La Red - Tercera parte (cortometraje)                 |
| 2020 | Pánico volumen 1                                      |
| 2020 | Metamorfosis (cortometraje)                           |
| 2021 | Escape de Buenos Aires (cortometraje)                 |
| 2021 | Una nueva esperanza (cortometraje)                    |
| 2021 | Cortos Violentos - Volumen 1 (cortometraje)           |
| 2021 | Feliz Cumpleaños                                      |
| 2021 | La Guionista (cortometraje)                           |
| 2021 | La Actriz (cortometraje)                              |
| 2021 | ¿Por qué me cuesta tanto llegar? (cortometraje)       |
| 2021 | Cambios Navideños (cortometraje)                      |
| 2021 | Un borracho en Navidad (cortometraje)                 |
| 2022 | Amor Explosivo (cortometraje)                         |
| 2022 | La Iniciación de Nina (cortometraje)                  |
| 2022 | La mujer del jefe (cortometraje)                      |
| 2023 | Sin Recuerdos                                         |
| 2023 | El Reflejo (cortometraje)                             |
| 2023 | Tribulación (cortometraje)                            |
| 2024 | Máquina de Masacre (cortometraje)                     |
| 2024 | Perfecta (cortometraje)                               |
| 2024 | Fiesta Fatal (cortometraje)                           |
| 2024 | Psicópata Episodio 1 (serie)                          |
| 2025 | Psicópata Episodio 2 (serie)                          |
| 2025 | The Cursed Goblin (cortometraje)                      |